# Diana Athill
Diana Athill (21 de desembre de 1917 – 23 de gener de 2019) fou una editora literària i novel·lista britànica que va treballar amb alguns dels escriptors més destacats del segle XX amb l'editorial londinenca André Deutsch.
Diana Athill va néixer al barri londinenc de Kensington, durant la Primera Guerra Mundial. Va créixer a Norfolk, en una casa de camp. Els seus pares eren Lawrence Athill (1888–1957) i Alice Carr Athill (1895–1990). Va tenir un germà, Andrew, i una germana, Patience. El seu avi matern era el biògraf William Carr (1862–1925). El pare de la seva àvia materna era James Franck Brillant (1832–1920) un professor universitari d'Oxford. Athill es va graduar a Oxford el 1939 va treballar per la BBC durant tota la Segona Guerra Mundial.
Després de la guerra, Athill va ajudar el seu amic André Deutsch a crear l'editorial Allan Wingate, i cinc anys més tard, el 1952, va ser fundadora de l'editorial André Deutsch. Va treballar amb diversos autors, incloent Philip Roth, Norman Mailer, John Updike, Mordecai Richler, Simone de Beauvoir, Jean Rhys, Gitta Sereny, Brian Moore, V. S. Naipaul, Molly Keane, Stevie Smith, Jack Kerouac, Charles Gidley Wheeler, Margaret Atwood, i David Gurr.
Athill es va retirar el 1993, amb 75 anys, després de més de 50 anys com a editora. Va continuar influint en el sector literari publicant diverses memòries sobre la seva carrera d'editorial.
El 2008 va guanyar el Premi Costa Book pel seu llibre Somewhere Towards The End (publicat en català amb el títol Molt a prop del final el 2020 per l'editorial Univers, amb traducció de Mar Vidal). El mateix llibre li va servir per guanyar el National Books Critics Circle Award un any després, el 2009. Athill va rebre l'Orde de l'Imperi Britànic (OBE) el 2009, pel seu servei a la literatura.
Va morir el 23 de gener de 2019.